# یواس‌اس فوم (آی‌دی-۲۴۹۶)
یواس‌اس فوم (آی‌دی-۲۴۹۶) (به انگلیسی: USS Foam (ID-2496)) یک کشتی بود. این کشتی در سال ۱۹۱۰ ساخته شد.